# Jakuby (Biała Piska)
Jakuby [jaˈkubɨ] (deutsch Jakubben) ist ein Ort in der polnischen Woiwodschaft Ermland-Masuren, der zur Gmina Biała Piska (Stadt- und Landgemeinde Bialla, 1938 bis 1945 Gehlenburg) im Powiat Piski (Kreis Johannisburg) gehört.

## Geographische Lage
Jakuby liegt im südlichen Osten der Woiwodschaft Ermland-Masuren, 450 Meter nördlich des Flüsschens Wincenta (deutsch Johannisfluss), der hier einst die deutsch-polnische Staatsgrenze und heute die Grenze zwischen den Woiwodschaften Ermland-Masuren und Podlachien bildet. Bis zur Kreisstadt Pisz (deutsch Johannisburg) sind es 18 Kilometer in nordwestlicher Richtung.

## Geschichte
Das kleine nach 1538 Zcarne Jakuben, um 1540 Scharny Jacuben, um 1579 Schwartz Jacubenn, vor 1785 Jäcubben, nach 1818 Jakuben, um 1871 Jacubben und bis 1945 Jakubben genannte Dorf. wurde 1471 durch den Deutschen Ritterorden als Zinsdorf mit 17 Hufen gegründet
Von 1874 bis 1945 war der Ort in den Amtsbezirk Morgen eingegliedert.
Im Jahr 1910 waren in Jakubben 131, 1933 bereits 137 und 1939 noch 132 Einwohner gemeldet.
Als 1945 in Kriegsfolge das gesamte südliche Ostpreußen an Polen fiel, war auch Jakubben davon betroffen. Das Dorf erhielt die polnische Namensform „Jakuby“ und ist heute eine Ortschaft im Verbund der Stadt- und Landgemeinde Biała Piska (Bialla, 1938 bis 1945 Gehlenburg) im Powiat Piski (Kreis Johannisburg), bis 1998 der Woiwodschaft Suwałki, seither der Woiwodschaft Ermland-Masuren zugehörig.

## Religionen
Bis 1945 war Jakubben in die evangelische Kirche Kumilsko (1938 bis 1945 Morgen, polnisch Kumielsk) in der Kirchenprovinz Ostpreußen der Kirche der Altpreußischen Union sowie in die römisch-katholische Kirche Johannisburg (polnisch Pisz) im Bistum Ermland eingepfarrt. 
Heute gehört Jakuby katholischerseits zur Pfarrei Kumielsk im Bistum Ełk der Römisch-katholischen Kirche in Polen. Die evangelischen Einwohner halten sich zur Kirchengemeinde in Biała Piska, einer Filialgemeinde der Pfarrei Pisz in der Diözese Masuren der Evangelisch-Augsburgischen Kirche in Polen.

## Schule
Jakubben wurde im Jahre 1737 ein Schulort.

## Verkehr
Jakuby ist von Kumielsk (Kumilsko, 1938 bis 1945 Morgen) aus über Cwaliny (Groß Zwalinnen, 1932 bis 1938 Zwalinnen, 1938 bis 1945 Schwallen) auf einer Nebenstraße zu erreichen. Sie führte vor 1945 als Landweg bis in die heute untergegangenen Grenzorte Soldahnen (polnisch Sołdany) und Kossaken (1938 bis 1945 Wächtershausen, polnisch Kosaki). Außerdem gibt es einen Verbindungsweg von Filipki Małe in der Woiwodschaft Podlachien über Cwalinki (Klein Zwalinnen, 1938 bis 1945 Kleinschwallen) nach Jakuby.